# 奥尔日河畔瑞维西
奥尔日河畔瑞维西（法語：Juvisy-sur-Orge，發音：[ʒyvizi syʁ ɔʁʒ] ⓘ），法国中北部城市，法兰西岛大区埃松省的一个市镇，隶属于帕莱索区，其市镇面积为2.24平方公里，2022年1月1日时人口数量为18,978人，在法国市镇中排名第543位。
奥尔日河畔瑞维西位于埃松省东北部，奥尔日河与塞纳河之间，是巴黎南部的一个卫星城，也是大巴黎都会区的组成部分。奥尔日河畔瑞维西因其境内的火车站而闻名，该站是法兰西岛大区快铁C线和D线的交汇点，并停靠长途列车及城市公共汽车。2020年，该站累计发送旅客数量近2,200万人次，是巴黎市区以外法国客流量最大的铁路车站。

## 地名来源
根据当地官方网站的论述，“Juvisy”一名最初以“Métiosédum”的形式被记载于《高卢战记》中，后者转写自“Met-josédum”，意为“叫做Jésédis（或Gésédis）的地方”。
“sur-Orge”这一后缀自1803年起成为当地官方名称的一部分。

## 历史

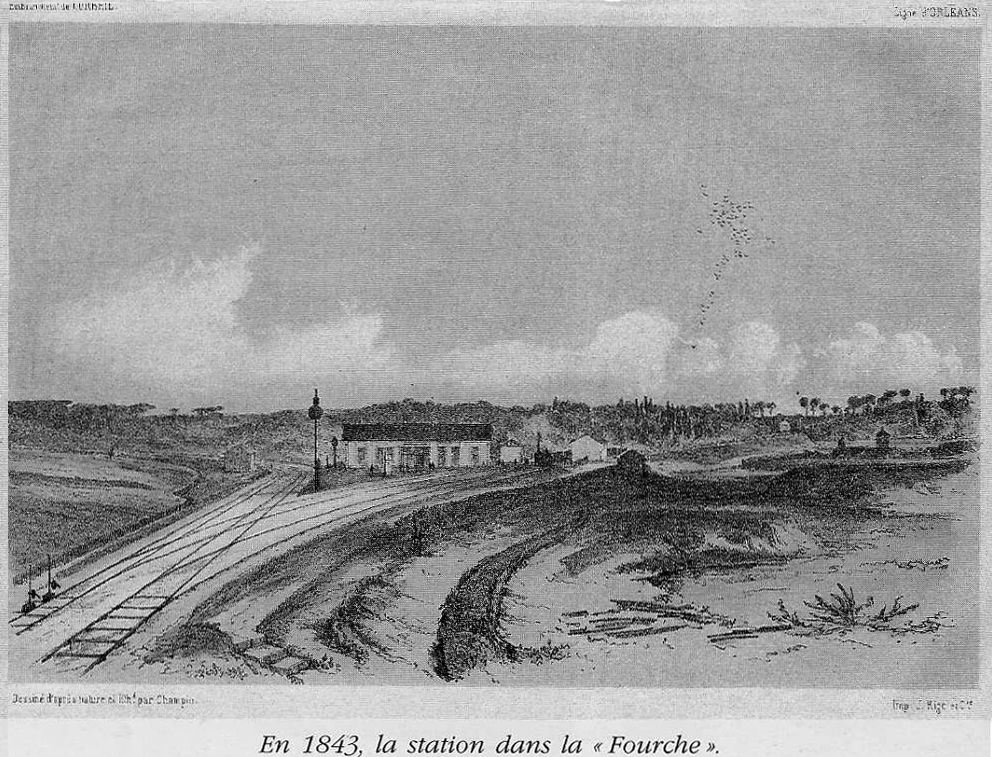
1843年的瑞维西火车站

奥尔日河畔瑞维西最初在古罗马时期被提及，彼时该区域为高卢人的活动范围，但当地的早期历史尚缺乏确切记载。中世纪中期，瑞维西长期为巴黎主教区的一部分。公元12世纪，在法兰西国王的支持下，来自马尔穆捷修道院的道士在塞纳河左岸兴建了一处修道院和小教堂，当地逐渐形成聚落。14世纪时，瑞维西成为瓦卢瓦家族的一处领地，佩兰（Perrin）可能是当地历史上的首位领主。投石党运动期间，博福尔公爵弗朗索瓦·德·旺多姆曾率兵征讨巴黎，其军队在瑞维西被大孔代及格拉蒙公爵安托万三世拦截。1657年，路易十四的御用建筑师安德烈·勒诺特尔在瑞维西附近的奥尔日河畔兴建了大型庄园。法国大革命后，瑞维西成为塞纳-瓦兹省的一个市镇。1840年，瑞维西站建成通车，该站是自巴黎出发前往奥尔良和蒙塔日两个方向的分叉口。19世纪末，前往马西及圣乔治新城两个方向的铁路相继建成，这使得瑞维西火车站成为巴黎南部的一个重要铁路枢纽，奥尔日河畔瑞维西也因此形成铁路社区，当地人口数量有所增加。至19世纪末，瑞维西火车站的总股道数量超过80条，成为彼时世界上规模最大的火车站。1883年，法国天文学家卡米耶·弗拉马里翁在奥尔日河畔瑞维西创建天文台。1910年1月，塞纳河发生特大洪水，奥尔日河畔瑞维西市区多处街道被淹没。1929年，道明会在奥尔日河畔瑞维西创立了一处圣堂。1944年4月18日，为防止铁路设施被纳粹德军控制，瑞维西火车站地区遭到联军的猛烈轰炸，当地超过100名居民身亡，当地大部分房屋受到不同程度的破坏，横跨塞纳河的桥梁亦被炸毁。1968年，塞纳-瓦兹省被撤销，奥尔日河畔瑞维西被划入新成立的埃松省。1970年，横跨塞纳河的法兰西第一军队桥及铁路线的莱贝勒枫丹桥相继建成通车。自2016年1月1日起，奥尔日河畔瑞维西成为大巴黎都会区的一部分。

## 地理

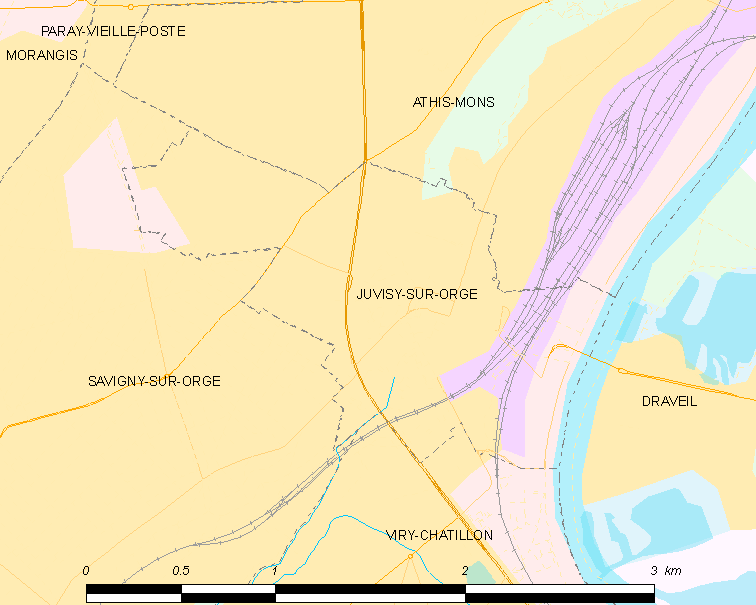
奥尔日河畔瑞维西市镇范围地图

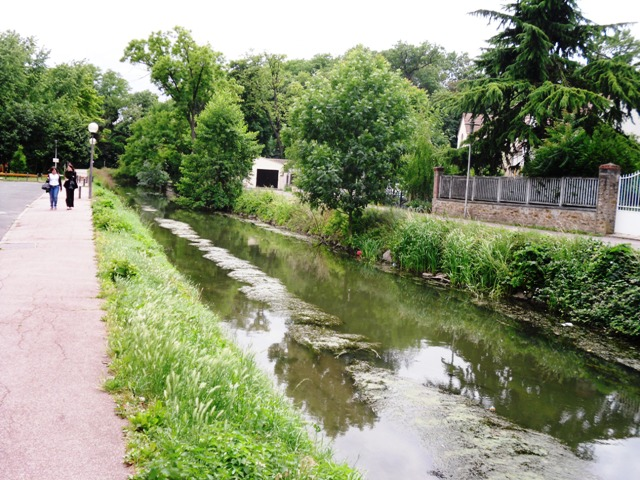
奥尔日河

奥尔日河畔瑞维西位于法国中北部，法兰西岛大区中部和埃松省东北部，距离省会埃夫里-库尔库罗讷大约10公里。与奥尔日河畔瑞维西接壤的市镇包括：阿蒂斯蒙斯、维里-沙蒂永、德拉韦伊、奥尔日河畔萨维尼。

### 地形
奥尔日河畔瑞维西位于巴黎盆地腹地，境内大致分为两个地块，其中靠近塞纳河的区域以平原为主，火车站及铁路编组场位于该区域；市镇历史中心则位于西侧的高地上，部分街区起伏明显，当地全境海拔在32到92米之间。

### 水文
奥尔日河畔瑞维西位于塞纳河流域范围内，其干流自南向北流经市镇东界；奥尔日河干流自西南向东流经市区南部，该河另有一条人工水道从奥尔日河畔瑞维西的地下穿过，该水道向北流经至阿蒂斯蒙斯境内与塞纳河交汇。

### 植被
奥尔日河畔瑞维西属于温带阔叶混交林区，市区内的主要绿地公园包括迪卡斯泰尔公园（Parc Ducastel）、阿尔日列斯公园（Parc Argeliès）等，均常年免费向公众开放。
在鲜花城市的评比中，奥尔日河畔瑞维西被评为2星级鲜花城市。

### 气候
奥尔日河畔瑞维西在柯本气候分类法中属于温带海洋性气候。
距离奥尔日河畔瑞维西最近的气象站位于巴黎-奥利机场，以下为该气象站的数据：
| 巴黎-奥利机场 2008年－2019年 | 巴黎-奥利机场 2008年－2019年 | 巴黎-奥利机场 2008年－2019年 | 巴黎-奥利机场 2008年－2019年 | 巴黎-奥利机场 2008年－2019年 | 巴黎-奥利机场 2008年－2019年 | 巴黎-奥利机场 2008年－2019年 | 巴黎-奥利机场 2008年－2019年 | 巴黎-奥利机场 2008年－2019年 | 巴黎-奥利机场 2008年－2019年 | 巴黎-奥利机场 2008年－2019年 | 巴黎-奥利机场 2008年－2019年 | 巴黎-奥利机场 2008年－2019年 | 巴黎-奥利机场 2008年－2019年 |
| 月份                         | 1月                          | 2月                          | 3月                          | 4月                          | 5月                          | 6月                          | 7月                          | 8月                          | 9月                          | 10月                         | 11月                         | 12月                         | 全年                         |
| ---------------------------- | ---------------------------- | ---------------------------- | ---------------------------- | ---------------------------- | ---------------------------- | ---------------------------- | ---------------------------- | ---------------------------- | ---------------------------- | ---------------------------- | ---------------------------- | ---------------------------- | ---------------------------- |
| 历史最高温 °C（°F）          | 14.3 (57.7)                  | 20.4 (68.7)                  | 23.7 (74.7)                  | 29.5 (85.1)                  | 31.6 (88.9)                  | 36.6 (97.9)                  | 41.8 (107.2)                 | 38.4 (101.1)                 | 34.9 (94.8)                  | 27.9 (82.2)                  | 21.6 (70.9)                  | 16.3 (61.3)                  | 41.8 (107.2)                 |
| 平均高温 °C（°F）            | 4 (39)                       | 7.5 (45.5)                   | 12 (54)                      | 17.3 (63.1)                  | 18.6 (65.5)                  | 22.9 (73.2)                  | 25.7 (78.3)                  | 25.1 (77.2)                  | 21.1 (70.0)                  | 16.1 (61.0)                  | 11 (52)                      | 5.1 (41.2)                   | 15.5 (59.9)                  |
| 日均气温 °C（°F）            | 1.2 (34.2)                   | 4.3 (39.7)                   | 7.7 (45.9)                   | 12.1 (53.8)                  | 13.9 (57.0)                  | 17.8 (64.0)                  | 20.3 (68.5)                  | 19.7 (67.5)                  | 16.1 (61.0)                  | 11.9 (53.4)                  | 8.2 (46.8)                   | 2.7 (36.9)                   | 11.3 (52.3)                  |
| 平均低温 °C（°F）            | −1.5 (29.3)                  | 1 (34)                       | 3.3 (37.9)                   | 6.9 (44.4)                   | 9.2 (48.6)                   | 12.8 (55.0)                  | 14.9 (58.8)                  | 14.2 (57.6)                  | 11.1 (52.0)                  | 7.7 (45.9)                   | 5.5 (41.9)                   | 0.3 (32.5)                   | 7.1 (44.8)                   |
| 历史最低温 °C（°F）          | −15.1 (4.8)                  | −8.5 (16.7)                  | −5.9 (21.4)                  | −1 (30)                      | 0.2 (32.4)                   | 5.8 (42.4)                   | 7.9 (46.2)                   | 6.3 (43.3)                   | 3.1 (37.6)                   | −1.8 (28.8)                  | −4.7 (23.5)                  | −6.7 (19.9)                  | −15.1 (4.8)                  |
| 平均降水量 mm（）            | 35.6 (1.40)                  | 42.1 (1.66)                  | 42.7 (1.68)                  | 33.6 (1.32)                  | 46.7 (1.84)                  | 52.2 (2.06)                  | 74.1 (2.92)                  | 43.7 (1.72)                  | 48.7 (1.92)                  | 31.6 (1.24)                  | 61.1 (2.41)                  | 52.6 (2.07)                  | 564.7 (22.23)                |
| 月均日照時數                 | 43.4                         | 66.3                         | 162.6                        | 172.4                        | 165.4                        | 176.6                        | 232.1                        | 220.4                        | 193.9                        | 131.9                        | 49.1                         | 55.3                         | 1,669.4                      |
| 来源：infoclimat.fr          |                              |                              |                              |                              |                              |                              |                              |                              |                              |                              |                              |                              |                              |

## 行政区划
奥尔日河畔瑞维西的市镇编号为91326，邮政编号为91260。
在行政管理方面，奥尔日河畔瑞维西隶属于法国法兰西岛大区埃松省帕莱索区；在地方选举方面，奥尔日河畔瑞维西隶属于阿蒂斯蒙斯县，其市镇范围全境被划入埃松省第七选区；在社会管理方面，奥尔日河畔瑞维西是大巴黎都会区以及大奥利-塞纳-比耶夫尔公共土地管理局的组成部分。
奥尔日河畔瑞维西市镇被划为三个街区，实行街区自治制度。截至2022年10月，奥尔日河畔瑞维西境内暂无城市敏感街区及城市政策优先街区。
法国国家统计与经济研究所（简称）在进行数据统计时，将奥尔日河畔瑞维西及相邻的另外428个市镇设为巴黎城市核心区（2020年扩充至431个），并将包括核心区在内的周边共1,794个市镇划为巴黎城市区。自2020年起，巴黎城市区被包含1,949个市镇的巴黎城市辐射区代替。此外，还将奥尔日河畔瑞维西市镇分为了5个“块区”（IRIS），以便于统计人口分布情况。

## 交通

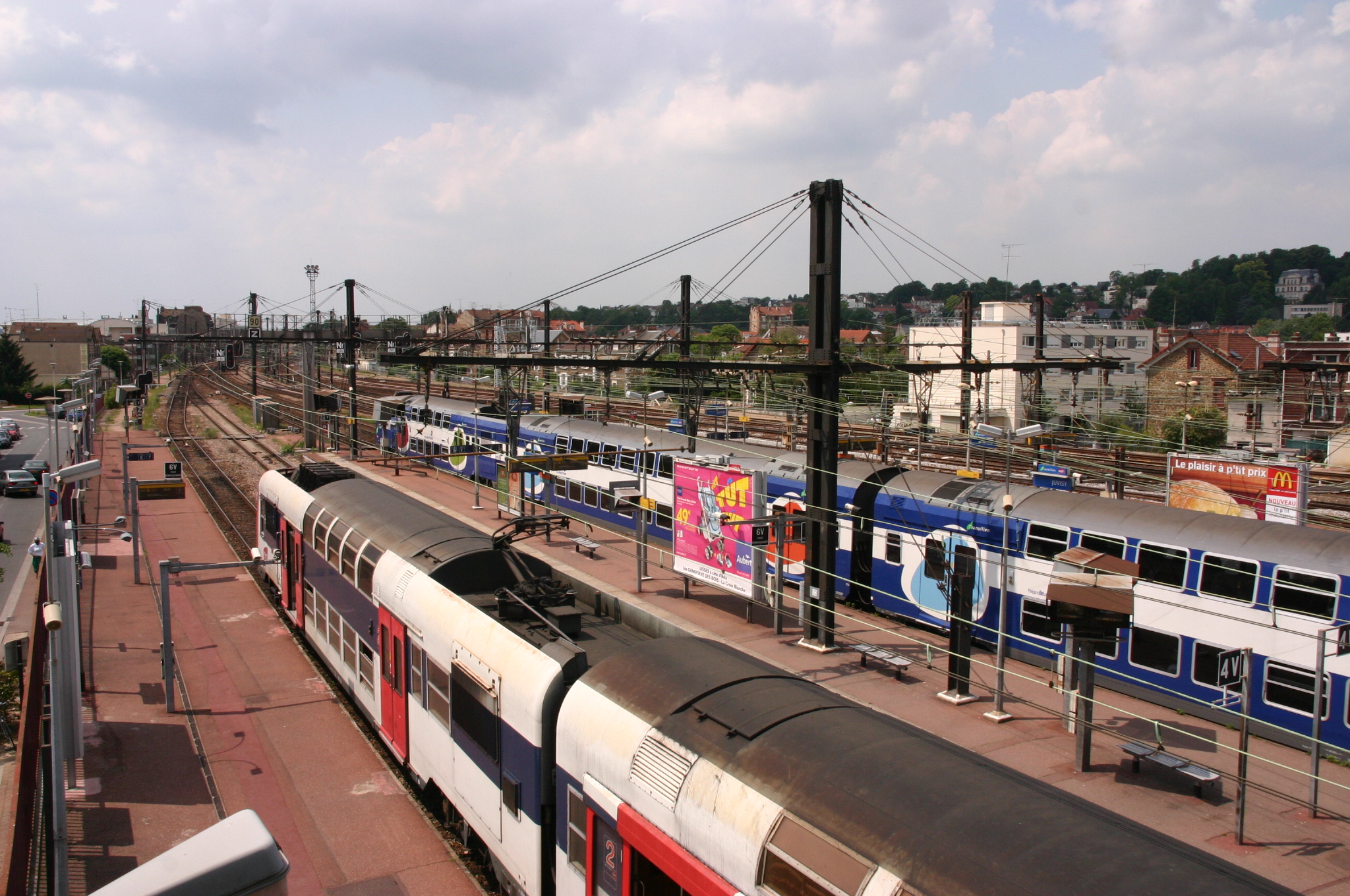
瑞维西站内停靠的大区快铁

### 公路
法国国道N7线经过奥尔日河畔瑞维西市区，该道路原为法国重要的公路干线，后随着高速公路的建成而车流量减少，其位于瑞维西境内的路段已完成城市化改造，配有照明、排水、人行道等设施。
| 6 | 3.7 |

|  | 5 |

| 埃夫里-库尔库罗讷 | 11 |

| 科尔贝伊-埃松 | 15 |

| 马西 | 11 |

| 帕莱索 | 13 |

| 圣乔治新城 | 9 |

| 维里-沙蒂永 | 3 |

2019年，63.6%的奥尔日河畔瑞维西家庭拥有至少一辆私人汽车。2019年，奥尔日河畔瑞维西境内共发生各类交通事故22起，造成25人受伤，其中3人重伤。

### 铁路
奥尔日河畔瑞维西是巴黎－波尔多铁路、圣乔治新城－蒙塔日铁路及巴黎大环线铁路的交汇点。瑞维西站位于市区东部，是法兰西岛大区快铁C线和D线的交汇点，同时也停靠少量长途列车。该站是一个“人”字形的车站，其东侧、南侧和西侧分别为“塞纳”（Seine）、“孔多塞”（Condorcet）和“市府”（Mairie）三个巴士车场，停靠前往不同方向的公交线路。

### 航空
距离奥尔日河畔瑞维西最近的民用航空站为巴黎-奥利机场，距离奥尔日河畔瑞维西市中心的公路里程约5公里。

### 城市公共交通
截至2022年10月，共有两条快铁线路和四个公交系统共十余条公交线路经过瑞维西境内。
| 途经瑞维西境内的主要公共交通线路 |                                                     | |
| 类型                             | 运营商                                              | 线路 |
| 快铁                             |                                                     | ：伊夫林地区圣康坦站 ↔ 凡尔赛尚捷站 ↔ 荣军院站 ↔ 圣米歇尔-圣母院站 ↔ 巴黎奥斯特利茨站 ↔ 弗朗索瓦·密特朗图书馆站 ↔ 塞纳河畔伊夫里站 ↔ 瑞维西站 ↔ 布雷蒂尼站 ↔ 埃唐普圣马丁站 / 杜尔当拉福雷站 ：蓬图瓦兹站 ↔ 蒙蒂尼-博尚站 ↔ 埃尔蒙-欧博讷站 ↔ 圣旺站 ↔ 荣军院站 ↔ 圣米歇尔-圣母院站 ↔ 巴黎奥斯特利茨站 ↔ 弗朗索瓦·密特朗图书馆站 ↔ 舒瓦西勒鲁瓦 ↔ 瑞维西站 ↔ 马西-帕莱索站 ↔ 茹伊昂若萨站 ↔ 凡尔赛尚捷站 ：克雷伊站 ↔ 圣但尼站 ↔ 巴黎北站 ↔ 沙特雷-大堂站 ↔ 巴黎-里昂火车站 ↔ 克雷泰伊蓬帕杜站 ↔ 圣乔治新城站 ↔ 瑞维西站 ↔ 维里-沙蒂永站 ↔ 埃夫里-库尔库罗讷站 ↔ 科尔贝伊-埃松站 ↔ 默伦站 ：瑞维西站 ↔ 维里-沙蒂永站 ↔ 埃夫里-库尔库罗讷站 ↔ 科尔贝伊-埃松站 ↔ 马勒塞布站 |
| 公共汽车                         | RATP                                                | 285：阿蒂斯蒙斯-埃松门 ↔ 美丽星 ↔ 瑞维西市政府 ↔ 瑞维西医院 ↔ 瑞维西火车站-市府 385：瑞维西火车站-市府 ↔ 洞穴公园 / 平台 ↔ 公墓 ↔ 萨维尼集市 ↔ 奥尔日河畔萨维尼站 ↔ 小牛站 ↔ 奥尔日河畔埃皮奈站 399：瑞维西火车站-市府 ↔ 让·莫内高级中学 ↔ 阿蒂斯蒙斯行政中心 ↔ 美丽星 ↔ 莫朗日斯市政府 ↔ 自由广场 ↔ 欧罗巴大街市中心 ↔ 马西市政府 ↔ 快铁马西-帕莱索 486：瑞维西火车站-市府 ↔ 瑞维西医院 ↔ 瑞维西市政府 ↔ 吉讷梅尔广场 ↔ 努瓦耶·勒纳尔 ↔ 希伊-马萨林市政府 ↔ 阿蒂斯蒙斯-埃松门 487：瑞维西火车站-市府 ↔ 让·莫内高级中学 ↔ 科塔日 ↔ 阿蒂斯蒙斯站 ↔ 亨利·德东广场 ↔ 美丽星 ↔ 阿蒂斯蒙斯-埃松门 488：瑞维西火车站-市府 ↔ 让·莫内高级中学 ↔ 亨利·德东广场                     |
| 公共汽车                         | Meyer                                               | DM3A：瑞维西火车站-孔多塞 ↔ 卡吕普索 ↔ 斯大林格勒 ↔ 小蒙马特 ↔ 布列塔尼 ↔ 贡比涅道路 ↔ 弗朗索瓦·密特朗 DM3B：瑞维西火车站-孔多塞 ↔ 卡吕普索 ↔ 小蒙马特 ↔ 莫里哀 ↔ 布列塔尼 ↔ 贡比涅道路 ↔ 奥尔日河畔莫尔桑-集市 ↔ 自由 ↔ 拉格里伯莱特 ↔ 岩槭 DM4：瑞维西站-孔多塞 ↔ 卡吕普索 ↔ 于松 ↔ 城堡 ↔ 磨坊 ↔ 格里尼-市政厅 ↔ 拉特雷耶 DM5：瑞维西站-孔多塞 ↔ 卡吕普索 ↔ 维里-沙蒂永火车站 ↔ 城堡 ↔ 拉特雷耶 ↔ 弗勒里-梅罗日斯-市政府 ↔ 白架工业区 DM8：阿蒂斯蒙斯-埃松门 ↔ 市政府 ↔ 卡吕普索 ↔ 斯大林格勒 ↔ 小蒙马特 ↔ 布列塔尼 ↔ 贡比涅道路 ↔ 拉特雷耶 ↔ 岩槭 ↔ 拉格里伯莱特 ↔ 自由 DM50：瑞维西站-孔多塞 ↔ 弗勒里-梅罗日斯-男子监狱 ↔ 女子监狱                                   |
| 公共汽车                         | Val d'Yerres Val de Seine 耶尔河谷-塞纳河谷公交路网 | 12：瑞维西站-塞纳 ↔ 德拉韦伊教堂 ↔ 萨尔瓦多·阿朗德 / 绿道 ↔ 德拉韦伊-圣于贝尔羊圈 13：瑞维西站-塞纳 ↔ 德拉韦伊教堂 ↔ 圣于贝尔羊圈 14：瑞维西站-塞纳 ↔ 市政厅-维利耶城堡 ↔ 布罗索莱特·热农 ↔ 萨尔瓦多·阿朗德 / 绿道 ↔ 德拉韦伊-圣于贝尔羊圈 17：瑞维西站-塞纳 ↔ 德拉韦伊教堂 ↔ 霞飞医院 18：瑞维西站-塞纳 ↔ 德拉韦伊教堂 ↔ 樱桃港 ↔ 市政厅 ↔ 塞纳河畔维尼厄站 19：瑞维西站-塞纳 ↔ 德拉韦伊教堂 ↔ 布罗索莱特·热农 ↔ 市政厅 ↔ 塞纳河畔维尼厄站 191-100：朗吉斯国际商贸城 ↔ 巴黎-奥利机场 ↔ 阿蒂斯蒙斯-埃松门 ↔ 瑞维西站-塞纳 ↔ 德拉韦伊教堂 ↔ 奥利草原 ↔ 快铁耶尔站 |
| 公共汽车                         | (N)                                                 | N131：巴黎-里昂火车站 ↔ 瑞维西站-市府 ↔ 布拉济 ↔ 奥尔日河畔萨维尼站 ↔ 奥尔日河畔埃皮奈站 ↔ 布雷蒂尼站 N133：巴黎-里昂火车站 ↔ 塞纳河畔伊夫里站 ↔ 塞纳河畔维特里站 ↔ 舒瓦西勒鲁瓦站 ↔ 瑞维西站-市府 N135：快铁圣乔治新城站 ↔ 瑞维西站-市府 ↔ 布拉济 ↔ 维里-沙蒂永站 ↔ 埃夫里-库尔库罗讷站 ↔ 科尔贝伊-埃松站 N144：巴黎-里昂火车站 ↔ 瑞维西站-市府 ↔ 布拉济 ↔ 维里-沙蒂永站 ↔ 埃夫里-库尔库罗讷站 ↔ 科尔贝伊-埃松站 |
| 1.                               |                                                     | |

## 政治

### 市政内阁

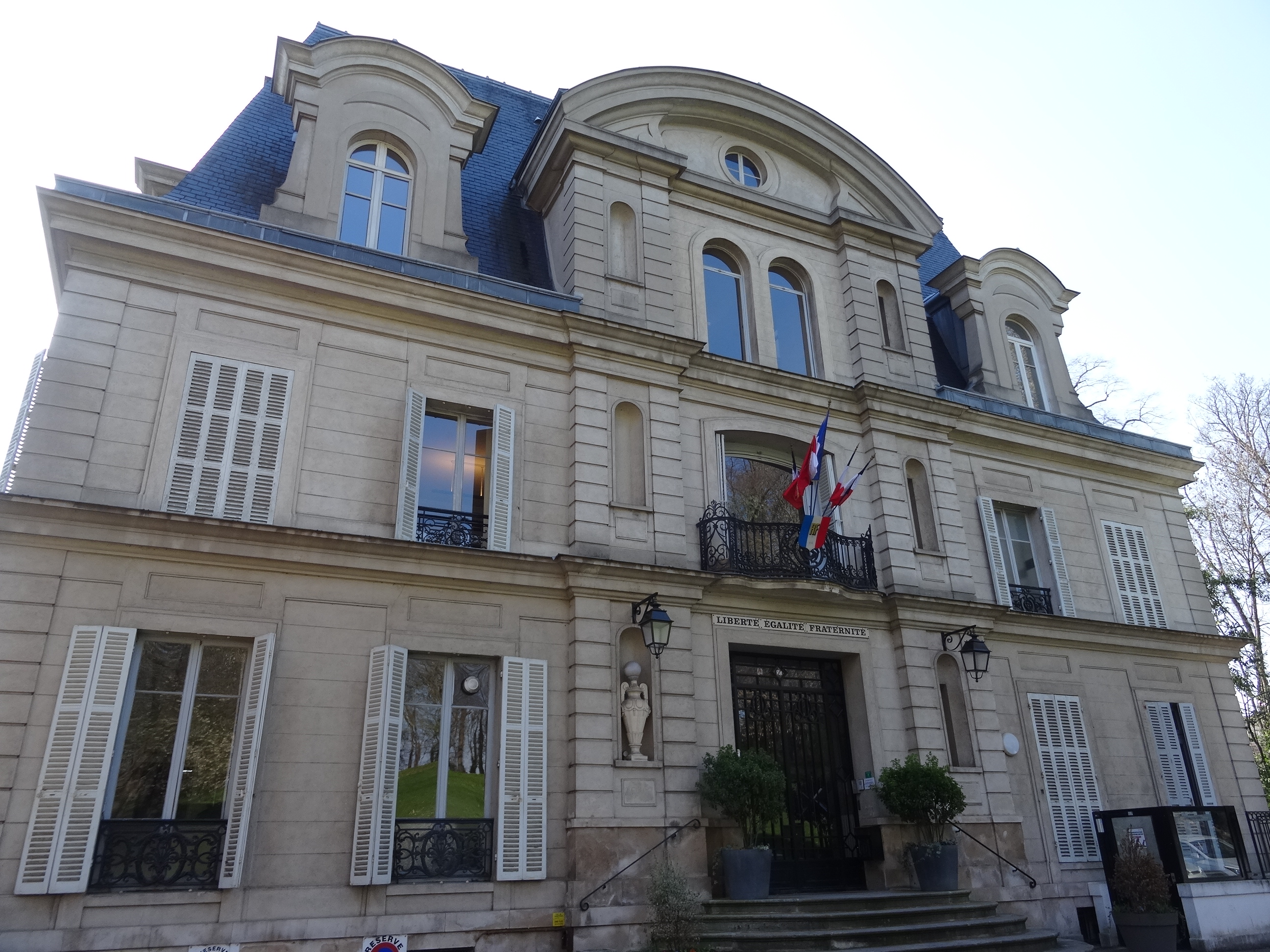
奥尔日河畔瑞维西市政厅

奥尔日河畔瑞维西的现任市长为拉米娅·本萨尔萨·雷达女士（Lamia BENSARSA REDA），她是一名右翼无党派人士，在2020年的市政选举中获得了53.67%的支持率。
| 奥尔日河畔瑞维西历届市长 | 奥尔日河畔瑞维西历届市长                             | 奥尔日河畔瑞维西历届市长         |
| 任期                     | 市长                                                 | 党派                             |
| ------------------------ | ---------------------------------------------------- | -------------------------------- |
| 1944年－1945年           | Paul MEILLAT 保罗·梅亚                               | 無黨籍                           |
| 1945年－1947年           | Maurice CHEVAUX 莫里斯·舍沃                          | PCF法国共产党                    |
| 1947年－1971年           | Xavier PIDOUX DE LA MADUÈRE 泽维尔·皮杜·德拉马蒂埃尔 | RPF法国人民联盟 →UNR新共和国联盟 |
| 1971年－1977年           | Robert THÉVENET 罗贝尔·泰沃内                        | PS社会党 →DVG左翼无党派人士      |
| 1977年－1998年           | André BUSSERY 安德烈·比塞里                          | PS社会党                         |
| 1998年－2014年           | Étienne CHAUFOUR 艾蒂安·绍富尔                       | PS社会党 →PRG左派激進黨          |
| 2014年－2017年           | Robin REDA 罗班·雷达                                 | UMP人民运动联盟 →LR共和黨        |
| 2017年－2020年           | Michel PERRIMOND 米歇尔·佩里蒙                       | LR共和黨                         |
| 2020年－                 | Lamia BENSARSA REDA 拉米娅·本萨尔萨·雷达             | DVD右翼无党派人士                |

### 各级选举
| 奥尔日河畔瑞维西历届投票选举结果 | 奥尔日河畔瑞维西历届投票选举结果 | 奥尔日河畔瑞维西历届投票选举结果 | 奥尔日河畔瑞维西历届投票选举结果 | 奥尔日河畔瑞维西历届投票选举结果 | 奥尔日河畔瑞维西历届投票选举结果 | 奥尔日河畔瑞维西历届投票选举结果 | 奥尔日河畔瑞维西历届投票选举结果 | 奥尔日河畔瑞维西历届投票选举结果 | 奥尔日河畔瑞维西历届投票选举结果 |
| 选举项目                         | 选举范围                         | 选区单位                         | 选区单位内的选举结果             | 选区单位内的选举结果             | 选区单位内的选举结果             | 选区单位内的选举结果             | 选区单位内的选举结果             | 选区单位内的选举结果             | 参考资料                         |
| 选举项目                         | 选举范围                         | 选区单位                         | 第一轮胜出者                     | 第一轮胜出者                     | 支持率                           | 第二轮胜出者                     | 第二轮胜出者                     | 支持率                           | 参考资料                         |
| -------------------------------- | -------------------------------- | -------------------------------- | -------------------------------- | -------------------------------- | -------------------------------- | -------------------------------- | -------------------------------- | -------------------------------- | -------------------------------- |
| 2017年法國總統選舉               | 法國                             | 市镇                             |                                  | 埃马纽埃尔·马克龙                | 27.35%                           |                                  | 埃马纽埃尔·马克龙                | 77.86%                           | [ 30 ]                           |
| 2017年法国立法选举               | 埃松省第七选区                   | 市镇                             |                                  | 穆里尔·克恩鲁特                  | 29.5%                            |                                  | 罗班·雷达                        | 53.27%                           | [ 30 ]                           |
| 2019年欧洲议会选举               | 法國                             | 市镇                             |                                  | 娜塔莉·卢瓦索                    | 22.02%                           | （不适用）                       | （不适用）                       | （不适用）                       | [ 32 ]                           |
| 2021年法国省级选举               | 埃松省                           | 阿蒂斯蒙斯县                     |                                  | 马丽翁·贝雅尔 让-雅克呆·格鲁索   | 42.28%                           |                                  | 马丽翁·贝雅尔 让-雅克呆·格鲁索   | 58.23%                           | [ 33 ]                           |
| 2021年法国省级选举               | 埃松省                           | 市镇                             |                                  | 马丽翁·贝雅尔 让-雅克呆·格鲁索   | 40.67%                           |                                  | 马丽翁·贝雅尔 让-雅克呆·格鲁索   | 50.96%                           | [ 33 ]                           |
| 2021年法国大区选举               | 法蘭西島大區                     | 市镇                             |                                  | 瓦莱丽·佩克雷斯                  | 35.07%                           |                                  | 瓦莱丽·佩克雷斯                  | 43.21%                           | [ 34 ]                           |
| 2022年法国总统选举               | 法國                             | 市镇                             |                                  | 让-吕克·梅朗雄                   | 36.33%                           |                                  | 埃马纽埃尔·马克龙                | 73.01%                           | [ 30 ]                           |
| 2022年法国立法选举               | 埃松省第七选区                   | 市镇                             |                                  | 克莱尔·勒热纳                    | 40.86%                           |                                  | 克莱尔·勒热纳                    | 52.74%                           | [ 30 ]                           |

## 人口
2019年，奥尔日河畔瑞维西市镇人口数量为17,454，在法国排名第543位。其中男性8,454人，女性9,000人，75岁及以上人口占6.7%，外籍人口数量为3,356人，人口密度为7,792人/平方公里，当地居民被称为（男性）或（女性）。2020年，奥尔日河畔瑞维西境内出生336人，死亡人口142人。
| 奥尔日河畔瑞维西1901年－2019年人口变化情况 |
|                                            |
| 数据来源：Cassini、INSEE                   |

## 经济
奥尔日河畔瑞维西是巴黎南郊的一个卫星城。截止2022年10月，奥尔日河畔瑞维西市镇范围内共有各类用人单位（包含自雇）2,818家，平均历史为12年，其中99.57%为中小型企业（PME），2022年8月至10月间，当地的经济活力指数为0.78%。（药品销售）、（电气安装）及（信息软件）是当地2021年营业额最高的三个企业，分别为2,196,236欧元、2,048,674欧元和1,675,735欧元。

## 财政与居民收入
2020年，奥尔日河畔瑞维西的财政收入总额为28,377,700欧元，财政支出总额为26,299,000欧元，当年的债务总额为9,680,240欧元。2021年，奥尔日河畔瑞维西市镇共获得3,270,798欧元的国家财政补助，比上一年增加了0.57%。
2020年，奥尔日河畔瑞维西的人均月收入总额为2,524欧元，其中高级职员为3,788欧元，低于法国平均水平（4,230欧元）；中级职员为2,457欧元，高于法国平均水平（2,411欧元）；普通职员为1,828欧元，高于法国平均水平（1,740欧元）。
2019年，奥尔日河畔瑞维西境内的青壮年（15至64岁）失业率为11.2%，当地57.6%的家庭拥有纳税资格，平均纳税3,608欧元，低于法国平均水平（3,910欧元）。

## 社会事务

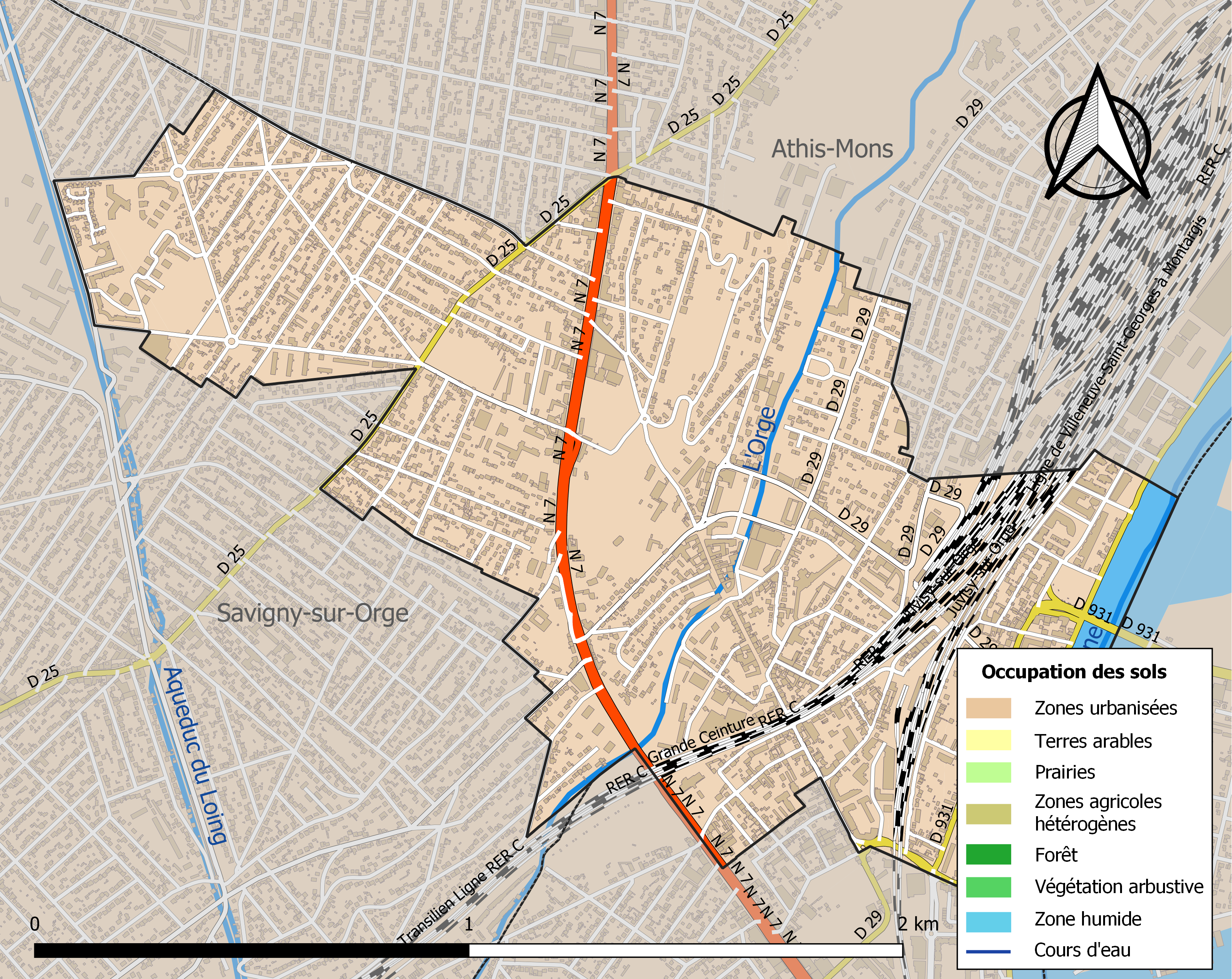
奥尔日河畔瑞维西土地利用情况地图

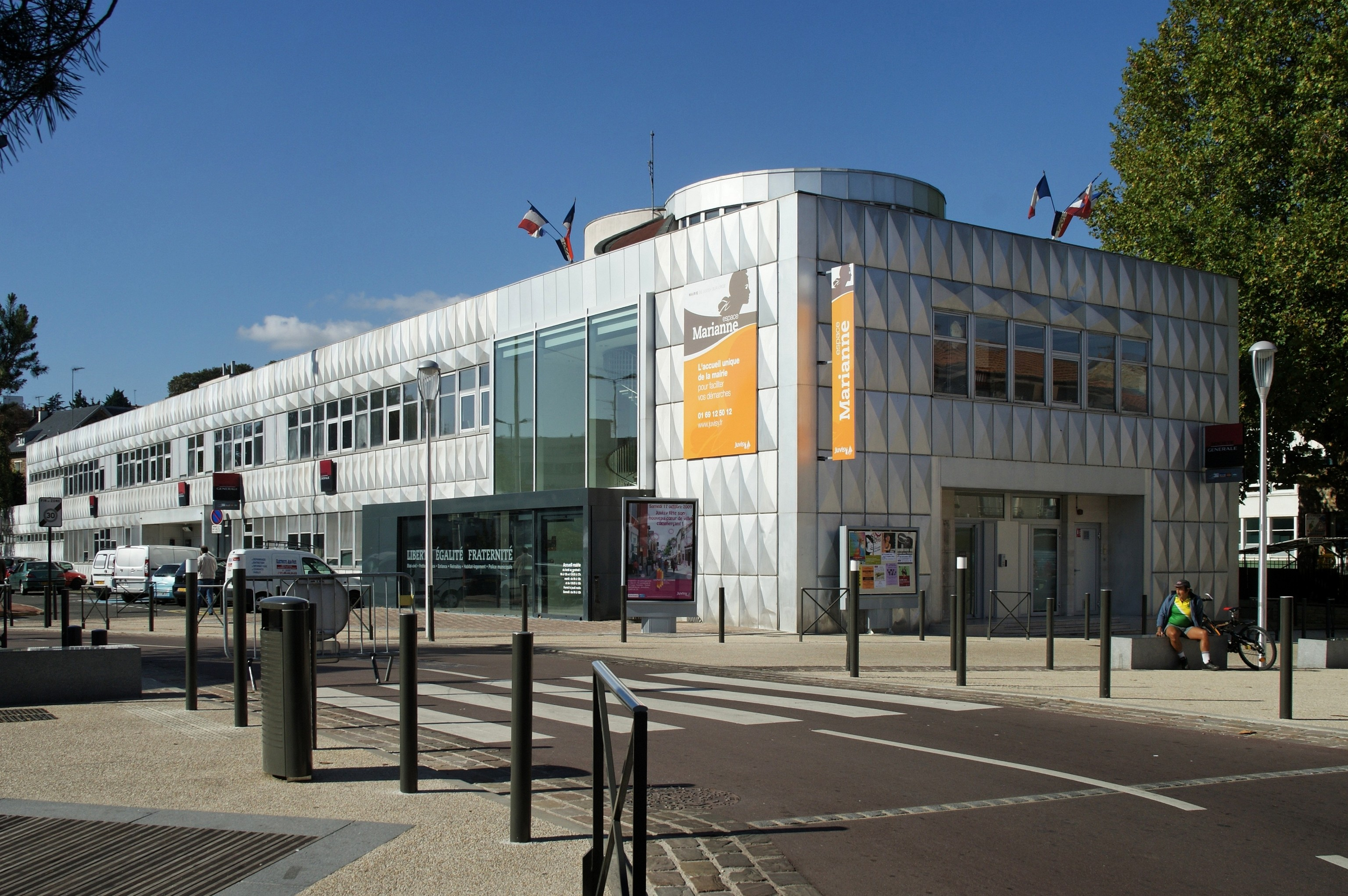
奥尔日河畔瑞维西文化中心

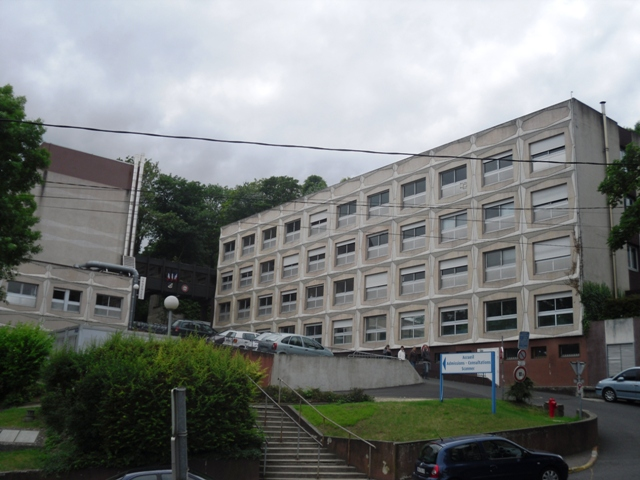
北埃松省医疗集团瑞维西医院

### 教育
奥尔日河畔瑞维西属于凡尔赛学区。截止2021年1月1日，奥尔日河畔瑞维西境内共有4所幼儿园、4所小学、1所初级中学和1所职业高中。 2018至2019学年度，奥尔日河畔瑞维西境内共有在校中等教育阶段学生610名。

### 医疗
截止2021年1月1日，奥尔日河畔瑞维西境内共有全科医生10名、保健师14名、牙医12名、护士17名、耳科医生1名、眼科医生1名、皮肤科医生1名、助产士2名和妇科医生1名。境内共有药房6家、养老院1家、残疾人帮扶中心1家。
北埃松省医疗集团是法国的一个区域性医疗机构，其主病区位于奥尔日河畔瑞维西市区，设有床位78个，是当地规模最大的公立综合性医院。

### 住房
2019年，奥尔日河畔瑞维西境内共有各类住房8,925套，其中23.3%为独立式居民区，75.1%为集中式居民区。常住房屋占奥尔日河畔瑞维西市镇范围内居民建筑总量的92.6%。
在住房保障政策方面，2021年，奥尔日河畔瑞维西境内共有1,854户家庭获得了住房经济补助，受益人数占总人口数量的10.6%，其中1,835份为房租补助。

### 商业
2021年，奥尔日河畔瑞维西境内共有各类实体商铺432家，其中餐厅71家、大型超市3家、杂货店19家、面包房14家、肉铺2家、书店7家、装饰品店1家、银行门店9家、美容美发店26家、汽车维修店9家。奥尔日河畔瑞维西境内建有Aldi、欧尚、Intermarché、Franprix等购物超市。

### 体育
2021年，奥尔日河畔瑞维西境内共有1家游泳池、2间体育馆以及1处篮球或排球场。
截至2022年10月，瑞维西埃松足球学院（Juvisy Academie de Football de l'Essonne，编号500072）是奥尔日河畔瑞维西境内唯一的一家注册足球俱乐部。该俱乐部主队2022至2023赛季参加埃松省足球联赛丁组（法国第十二级别），其主场乔治·马坎球场（Stade George Maquin）位于维里-沙蒂永境内。
瑞维西篮球俱乐部（Alerte Juvisy Basket）是当地的一支篮球队，该俱乐部主队2022至2023赛季参加法国全国男子篮球丙组联赛（法国第五级别）。

### 环境
奥尔日河畔瑞维西的环境事务由其所属的奥尔日河畔瑞维西城市圈公共社区联合各级政府协调负责。2021年，奥尔日河畔瑞维西境内暂无污染企业。

### 治安
2021年，奥尔日河畔瑞维西市镇范围内共有1处派出所。
奥尔日河畔瑞维西警区（zone police de Juvisy sur Orge）的管辖范围共包括8个市镇。2020年，该警区累计记录各类案件6,969起，其中盗窃类案件3,232起，经济类案件856起，毒品交易类案件491起。

## 文化
2021年，奥尔日河畔瑞维西境内共有3家剧场、1家电影院和1家音乐厅。奥尔日河畔瑞维西市政府提供多媒体中心，每周二、三、五、六向公众开放。

### 建筑
奥尔日河畔瑞维西境内有多处历史建筑，其中奥尔日河畔瑞维西天文台、莱贝勒枫丹桥等为法国国家文物保护单位。

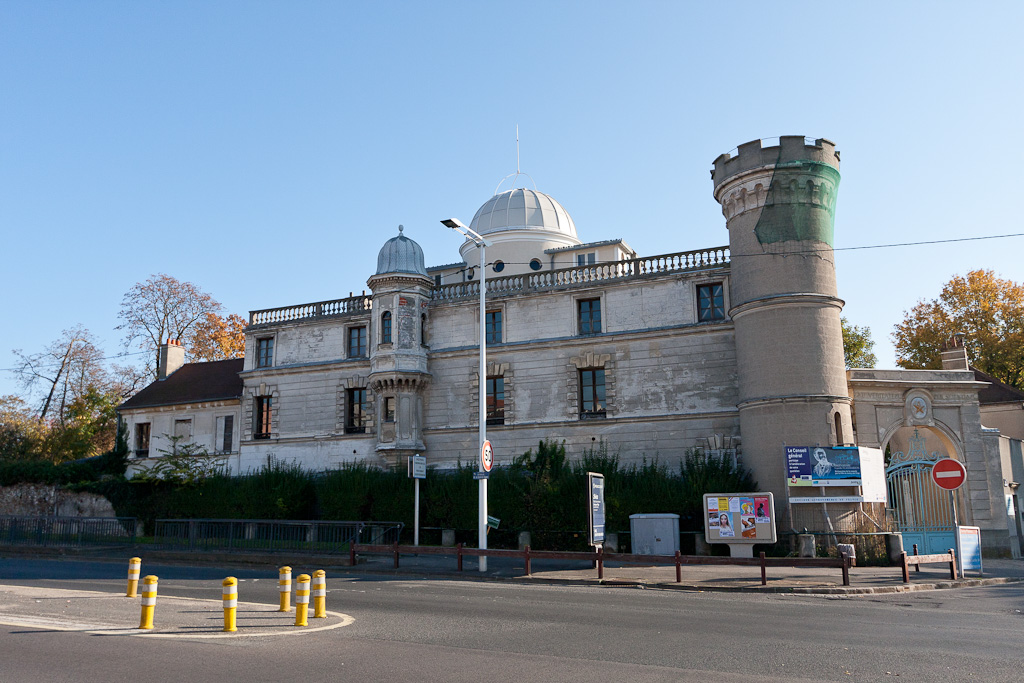
瑞维西天文台（法语：Observatoire de Juvisy-sur-Orge）
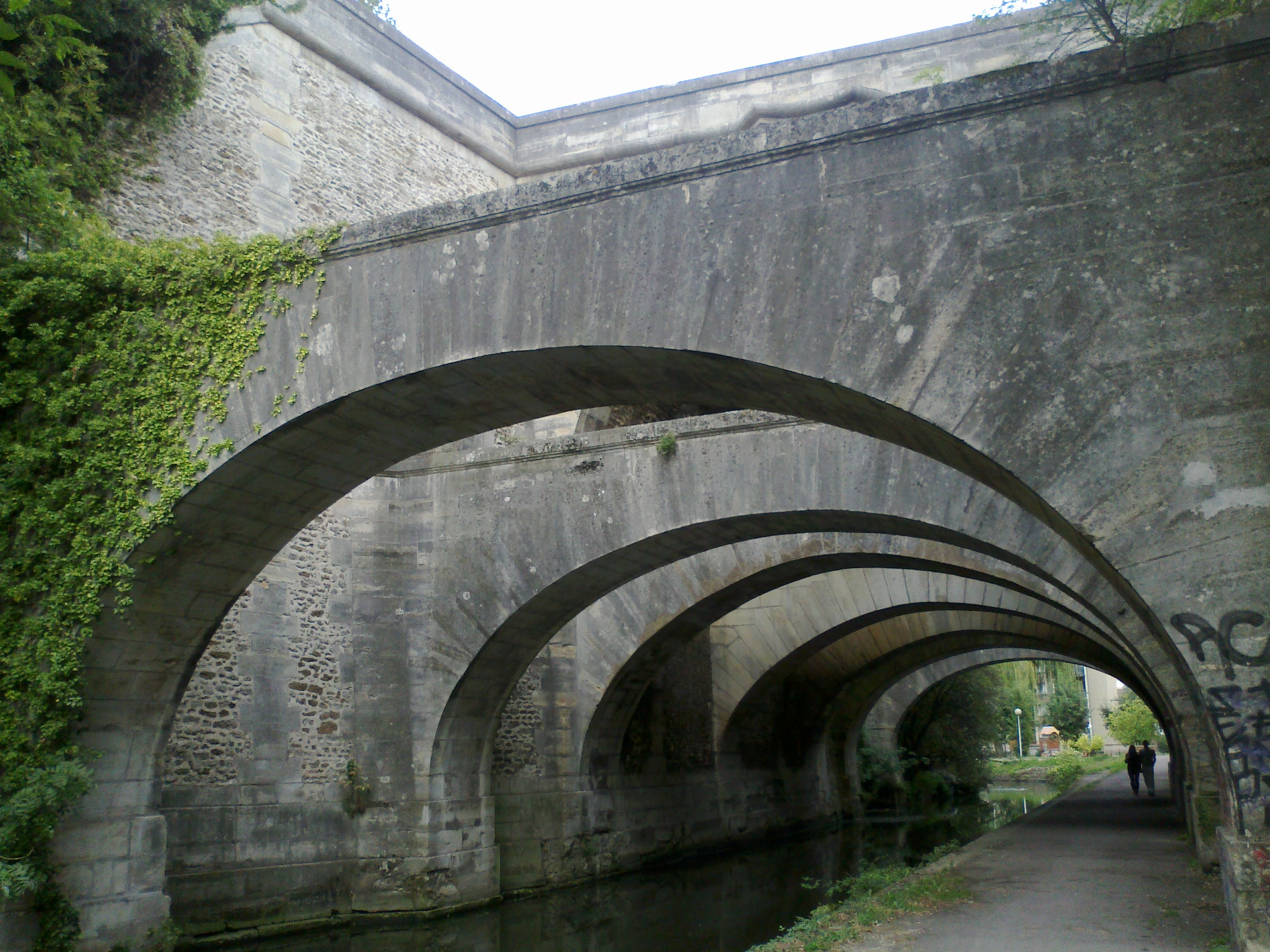
莱贝勒枫丹桥（法语：Pont des Belles Fontaines）
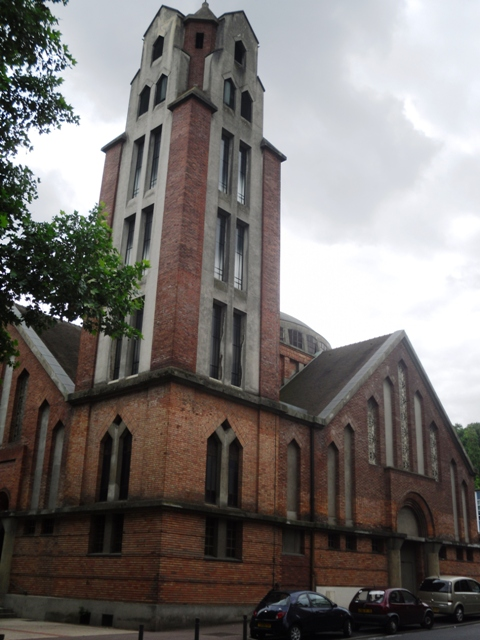
法兰西圣母教堂（法语：Église Notre-Dame-de-France de Juvisy）
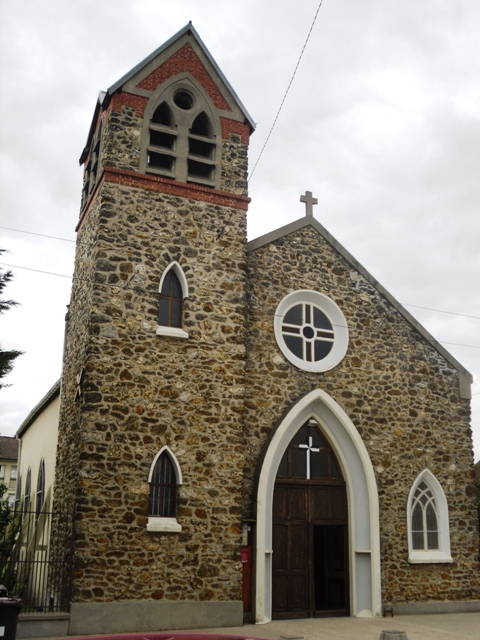
道明会小教堂（法语：Chapelle Saint-Dominique de Juvisy）
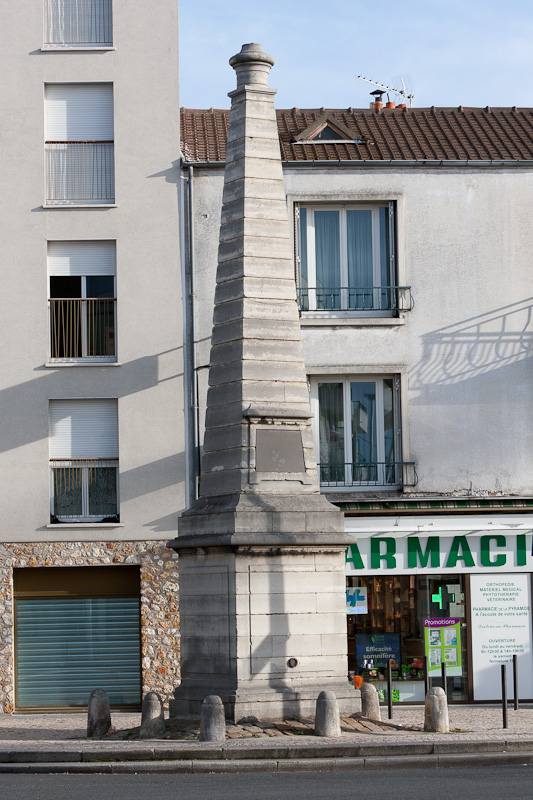
金字塔（法语：Pyramide de Juvisy-sur-Orge）
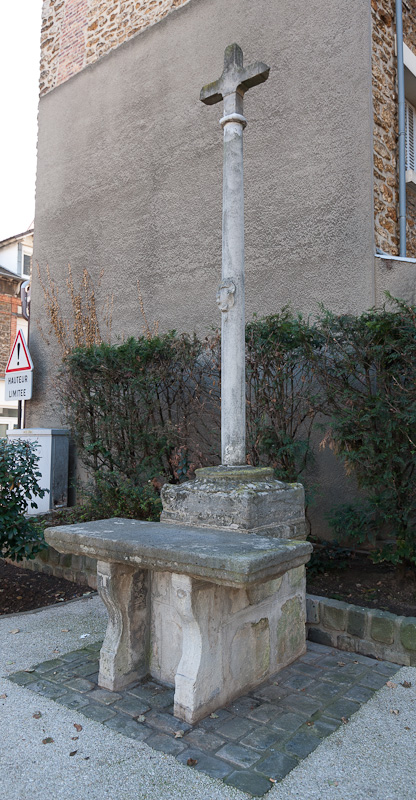
欧泰尔十字架（法语：Croix-autel de Juvisy-sur-Orge）
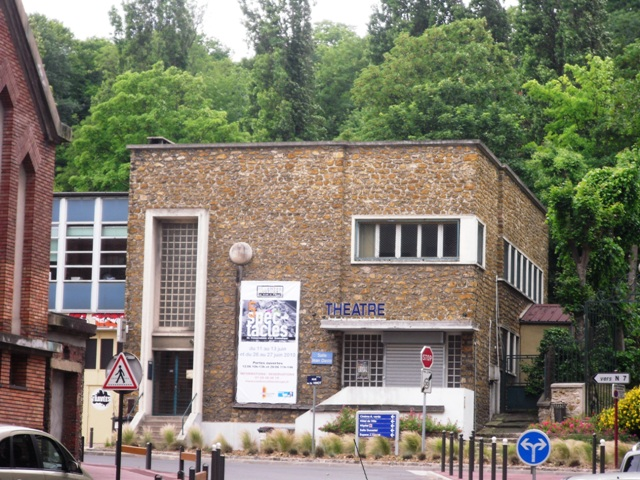
市政剧场
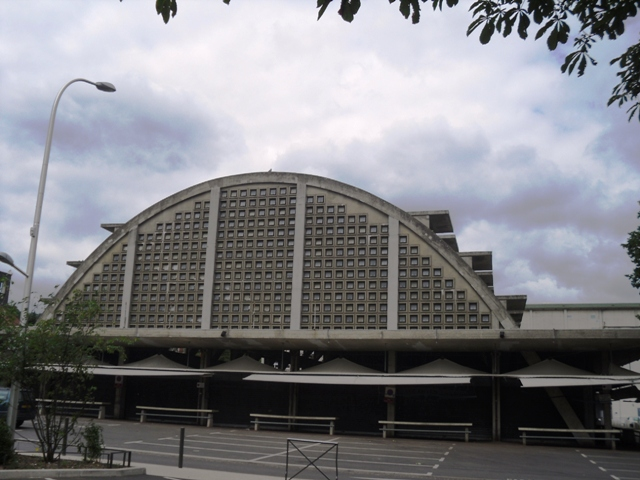
露天集市（德语：Markthalle (Juvisy-sur-Orge)）

### 旅游
奥尔日河畔瑞维西的旅游事务由其所属的奥尔日河畔瑞维西城市圈公共社区负责。2022年，奥尔日河畔瑞维西境内暂无任何游客接待设施。

### 媒体
法国主要的媒体均可在奥尔日河畔瑞维西接收，法国电视三台下属的法兰西岛大区频道在部分时段播出奥尔日河畔瑞维西所属区域的埃松省的地方新闻。《巴黎人报》、蓝色法兰西巴黎广播、BFM电视台法兰西岛频道等是当地主要的地方性媒体。

## 相关人物
法国指挥家皮埃尔·代尔沃、导演让-雅克·阿诺、歌手克里斯托夫、微生物学家埃玛纽埃勒·沙尔庞捷、田径运动员拉吉·杜库雷和赛车手亚历山大·普雷马出生于奥尔日河畔瑞维西。

## 友好城市
截至2022年10月，奥尔日河畔瑞维西共与两座城市互为友好城市关系：
- 塞内加尔 蒂拉贝里
- 德国 塔勒